# مينامي تاناكا
مينامي تاناكا (田中美海 تاناكا مينامي) هي مؤدية أصوات يابانية ولدت في 22 يناير 1996 في محافظة كاناغاوا.

## أدوارها في الأنمي

### مسلسلات أنمي تلفزيونية
- ويك أب, جيرلز! - مينامي كاتاياما
- هاناياماتا - هانا إن فاونتنستاند
- فصل الاغتيال - هيناتا أوكانو
- فصل الاغتيال SECOND SEASON - هيناتا أوكانو
- فتيات كرة الطاولة المشتعلات - أغاري كاميا
- شفارتزيس ماركن - كاتيا فالدهايم
- كاليغولا - سوزونا كاغورا
- كاكيغوروي - ماري ساوتومي
- كاكيغوروي xx - ماري ساوتومي
- ملحمة مسيرة الموت إلى العالم الآخر - إينينيمآنا
- كيلينغ بايتس - بيور إينوي
- زومبي لاند ساغا - ليلي هوشيكاوا

### أنمي الإنترنت
- ويك أب، جيرلزوو! - مينامي
- كوروسينسي كويست! - هيناتا أوكانو

### أفلام انمي
- ويك أب، جيرلز!: النجمات السبع - مينامي كاتاياما
- ويك أب، جيرلز!: ظل الشباب - مينامي كاتاياما
- ويك أب، جيرلز!: بيوند ذا بوتوم - مينامي كاتاياما

## أدوارها في ألعاب الفيديو
- فصل الاغتيال: محاصرة كوروسينسي الكبرى!! - هيناتا أوكانو
- فصل الاغتيال: خطة تدريب القتلة!! - هيناتا أوكانو
- ذا كاليغولا إفكت - سوزونا كاغورا

## أدوارها في الدبلجة اليابانية
- الفتيات الأخيرات - فيكي

## وصلات خارجية
- مينامي تاناكا على موقع IMDb (الإنجليزية)
- مينامي تاناكا على موقع ميوزك برينز (الإنجليزية)
- مينامي تاناكا على موقع ديسكوغز (الإنجليزية)
- مينامي تاناكا على موقع قاعدة بيانات الفيلم (الإنجليزية)
- مينامي تاناكا على موقع كينوبويسك (الروسية)
- مينامي تاناكا على موقع ANN person (الإنجليزية)